# Disembolus sinuosus
Espèce
Disembolus sinuosus est une espèce d'araignées aranéomorphes de la famille des Linyphiidae.

## Distribution
Cette espèce est endémique du Wyoming aux États-Unis,. Elle se rencontre dans le comté de Park sur le mont Washburn à 3 000 m d'altitude.

## Description
Le mâle holotype mesure 1,40 mm et la femelle 1,40 mm.

## Publication originale
- Millidge, 1981 : The erigonine spiders of North America. Part 4. The genus Disembolus Chamberlin and Ivie (Araneae: Linyphiidae). Journal of Arachnology, vol. 9, no 3, p. 259-284 (texte intégral).